# Augst
Augst é uma  comuna suíça do cantão de Basileia-Campo,  do  Distrito de  Liestal e cuja capital é a cidade de Liestal que fica a 6 km. Perto da foz do rio Ergolz que deságua no rio Reno, a localidade tem uma superfície de 1,64 km2 e uma população de 867 hab. tem uma densidade de 528,7 hab/km2

## História
O seu nome August provém de Augusta Ráurica a localidade romana fundada por volta do ano 200 e que ainda foi mais importante que Avêntico a Avenches actual.
A localidade teve sempre uma certa importância devido à ponte, construída na época alemânica, pelo que aproveitava para fazer pagar portagem. Passou depois para ocupação Austríaca e só com o tratado em 1534 fica definitivamente sobre a alçada da Suíça.